# Vražda na faře
Vražda na faře (The Murder at the Vicarage) je detektivní román od Agathy Christie. Poprvé byl knižně publikován ve Spojeném království v roce 1930.
Jde o první románové vystoupení slavné slečny Marplové, poprvé se však objevila ještě předtím v povídkách publikovaných časopisecky a později zařazených do knihy Třináct záhad (1932).
V roce 1986 natočila televize BBC stejnojmenný film s Joan Hicksonovou v hlavní roli. V roce 2004 byla natočena novější verze s Geraldine McEwanovou v hlavní roli.
V České republice vyšla kniha naposledy v roce 2009 v Knižním klubu. ISBN 978-80-242-2365-0, EAN: 978802422 3650.

## Děj románu
Obyvatelé vesničky Saint Mary Mead žijí svým poklidným všedním životem. Jednoho dne je však na zdejší faře zastřelen plukovník Protheroe. Nevrlého plukovníka nikdo ze zdejších obyvatel neměl v oblibě. Dokonce i faráři se jeho vznětlivá povaha dvakrát nezamlouvala. Nikdy by se ale nenadál, že ho na své faře najde zavražděného. Plukovník ten den požádal o faráře o rozhovor, domluvili se na šestou hodinu večerní. Farář se ale opozdil, zatímco plukovník dorazil o něco dříve.
Farář na zpáteční cestě ještě spatří vybíhat ze svého domu mladého Lawrence Reddinga. Muž je v šoku a chová se podezřele. Ještě týž večer se na policejní stanici přizná, že plukovníka zavraždil. Okolnosti ale jeho přiznání odporují. Podezřelých je mnoho, případ je velice komplikovaný. Na stole u mrtvoly se také našel nedopsaný dopis, který celou věc ještě více komplikuje. Sebevražda je ale vyloučena, a tak je nutné hledat vraha mezi místními obyvateli.
Není divu, že případ se stal předmětem vzrušených debat po celé vesnici. Policejním vyšetřováním je pověřen horlivý inspektor Slack, který hned začne s výslechy a hypotézami. Ale má cennou pomocnici v jedné z obyvatelek v sousedství fary – slečně Jane Marplové. Starší dáma je velice bystrá a všímavá. Má detektivní talent a umí si dát věci do souvislosti. Ale i ona je zpočátku na nesprávné stopě. Vrah totiž celou věc velmi pečlivě zosnoval. Nakonec však slečna Marplová nastíní policii celou událost v jasných souvislostech a pomůže k tak k vrahově odhalení.